# Hydrogénophosphate de potassium
L'hydrogénophosphate de potassium, aussi appelé  orthophosphate dipotassique, hydrogénophosphate de dipotassium ou encore phosphate dipotassique, est un sel de formule (K22+HPO42−).

## Rôle dans l'agriculture biologique
Il est une source de minéraux et permet le maintien de l'isotonie.

## Rôle dans l'organisme
Le phosphate dipotassique est souvent utilisé par des sportifs, en effet, on peut remarquer qu'à l'inverse de l'acide phosphorique, le pKa3 de l'acide étant très faible, le taux d'acidité dans l'estomac ne fluctuera pas. Ainsi, certains sportifs l'utilisent pour que l'ion phosphate joue un rôle important dans le cycle du transport de l'énergie, par l'ATP ; cette molécule favorisera donc la création d'ATP.